# Antony, Hauts-de-Seine
Antony là một xã trong vùng đô thị Paris, thuộc tỉnh Hauts-de-Seine, vùng hành chính Île-de-France của nước Pháp, có dân số là 59.600 người (thời điểm 2005).

## Các thành phố kết nghĩa
- Collegno, Ý
- Eleftheroupolis, Kavala, Hy Lạp
- Hammam-Lif, Tunisia
- Lewisham, Anh
- Lexington, Massachusetts, Hoa Kỳ
- Olmütz, Cộng hòa Séc
- Protwino, Nga
- Sderot, Israel
- Torino, Ý
- Berlin-Reinickendorf, Đức

## Những người con của thành phố
- Agnès Jaoui, nữ diễn viên, nữ tác giả và nữ đạo diễn
- Nicola Sirkis, nhạc sĩ
- Stéphane Sirkis, nhạc sĩ